# João Ferraz
João Ferraz (født 8. januar 1990 i Funchal, Portugal) er en portugisisk håndboldspiller, som spiller i HSC Suhr Aarau og på Portugals herrehåndboldlandshold.
Han deltog under EM i håndbold 2020 i Sverige/Østrig/Norge.